# Оригінальна шістка
Оригінальна шістка (англ. Original Six) — назва періоду в Національній хокейній лізі, коли вона складалася з шести клубів. Тривав 25 сезонів: з 1942—43 по 1966—67.  

## Історія
З часів Другої світової війни коли США та Канада приєднались до конфлікту та через це молоді хокеїсти призовного віку вступали до лав Збройних сил своїх країн. Клуби втрачали таким чином хокеїстів, а сама НХЛ після сезону 1941—42 втратила ще й команду «Бруклін Амеріканс» після чого в лізі лишилося тільки шість клубів: «Монреаль Канадієнс», «Торонто Мейпл-Ліфс», «Детройт Ред-Вінгс», «Бостон Брюїнс», «Нью-Йорк Рейнджерс» і «Чикаго Блекгокс». Саме ці шість команд грали в лізі протягом 25 років та сперечались за Кубок Стенлі до 1967 року.

## Сезони
- 1942/1943
- 1943/1944
- 1944/1945
- 1945/1946
- 1946/1947
- 1947/1948
- 1948/1949
- 1949/1950
- 1950/1951
- 1951/1952
- 1952/1953
- 1953/1954
- 1954/1955
- 1955/1956
- 1956/1957
- 1957/1958
- 1958/1959
- 1959/1960
- 1960/1961
- 1961/1962
- 1962/1963
- 1963/1964
- 1964/1965
- 1965/1966
- 1966/1967

## Статистика

### Зведена таблиця
| Команда            | І    | В   | П   | Н   | О    |
| ------------------ | ---- | --- | --- | --- | ---- |
| Монреаль Канадієнс | 1640 | 855 | 537 | 248 | 1958 |
| Детройт Ред-Вінгс  | 1640 | 784 | 572 | 284 | 1852 |
| Торонто Мейпл-Ліфс | 1640 | 725 | 623 | 292 | 1742 |
| Чикаго Блекгокс    | 1640 | 594 | 779 | 267 | 1455 |
| Бостон Брюїнс      | 1640 | 578 | 781 | 281 | 1437 |
| Нью-Йорк Рейнджерс | 1640 | 503 | 843 | 294 | 1300 |

### Кубок Стенлі
| Команда            | Володарі |
| ------------------ | -------- |
| Монреаль Канадієнс | 10       |
| Торонто Мейпл-Ліфс | 9        |
| Детройт Ред-Вінгс  | 5        |
| Чикаго Блекгокс    | 1        |
| Бостон Брюїнс      | 0        |
| Нью-Йорк Рейнджерс | 0        |

## Розширення 1967
У 1967 до ліги було включено шість нових команд, які заснували новий дивізіон: «Філадельфія Флайєрс», «Сент-Луїс Блюз», «Міннесота Норз-Старс», «Лос-Анджелес Кінгс», «Окленд Сілс» і «Піттсбург Пінгвінс».